# The Boxer
The Boxer är en låt skriven av Paul Simon och lanserad som singel av Simon and Garfunkel i april 1969. Singeln blev en hit i många länder. Den togs sedan med på duons kommande album Bridge over Troubled Water. Låten handlar om ensamhet och fattigdom i New York City och är framförallt känd för sin refräng vilken består i ett upprepat "-lie la lie!". Detta var först tänkt som en provisorisk lösning, och Paul Simon hade egentligen tänkt lägga till en refräng med riktig text, men behöll det slutligen som det var.
Några artister som spelat in coverversioner är Bob Dylan (albumet Self Portrait 1970), Lalla Hansson (albumet Upp till Ragvaldsträsk 1971), Emmylou Harris (albumet Roses in the Snow 1980), och Mumford & Sons (Bonuslåt i albumet Babel 2012).
Låten blev av magasinet Rolling Stone listad som #106 på deras lista The 500 Greatest Songs of All Time.

## Listplaceringar
| Lista (1969)   | Position              |
| -------------- | --------------------- |
| Australien     | 7 (Go Set)            |
| Danmark        | 3 (DR "Top Ti")       |
| Finland        | 29                    |
| Frankrike      | 57                    |
| Irland         | 7                     |
| Kanada         | 3 (RPM)               |
| Nederländerna  | 2                     |
| Norge          | 9 (VG-lista)          |
| Nya Zeeland    | 9                     |
| Spanien        | 10                    |
| Storbritannien | 6                     |
| Sverige        | 5 (Kvällstoppen)      |
| Sverige        | 4 (Tio i topp)        |
| USA            | 7 (Billboard Hot 100) |
| Västtyskland   | 19                    |
| Österrike      | 9                     |